# Bierge (kommunhuvudort)
Bierge är en kommunhuvudort i Spanien.   Den ligger i provinsen Provincia de Huesca och regionen Aragonien, i den nordöstra delen av landet, 400 km nordost om huvudstaden Madrid. Bierge ligger 602 meter över havet och antalet invånare är 247.
Terrängen runt Bierge är kuperad åt nordost, men åt sydväst är den platt. Runt Bierge är det mycket glesbefolkat, med 5 invånare per kvadratkilometer. Närmaste större samhälle är Loporzano, 19,8 km väster om Bierge. 